# Thaumatoperla robusta
Thaumatoperla robusta är en bäcksländeart som beskrevs av Tillyard 1921. Thaumatoperla robusta ingår i släktet Thaumatoperla och familjen Eustheniidae. Inga underarter finns listade i Catalogue of Life.